# Цолліно
Цолліно (італ. Zollino, сиц. Zuddhrinu) — муніципалітет в Італії, у регіоні Апулія, провінція Лечче.
Цолліно розташоване на відстані близько 520 км на схід від Рима, 160 км на південний схід від Барі, 19 км на південь від Лечче.
Населення — 2026 осіб (2014).
Щорічний фестиваль відбувається 13 червня та 23 серпня. Покровитель — Sant'Antonio di Padova.

## Демографія
Населення за роками:

Станом на 1 січня 2023 року в муніципалітеті офіційно проживали 63 іноземці з 19 країн, серед них 15 громадян країн Євросоюзу.

## Сусідні муніципалітети
- Калімера
- Корильяно-д'Отранто
- Мартано
- Мартіньяно
- Солето
- Стернатія